# کلارا بوسکالیا
کلارا بوسکالیا (۱۹۳۰ – ۲۲ ژوئیه ۱۹۹۰) یک سیاستمدار اهل سان‌مارینو بود. او یکی از نخستین زنانی بود که به عضویت «شورای بزرگ و عمومی» (Grand and General Council) انتخاب شد و بعدها نخستین زنی در سان‌مارینو شد که به عنوان وزیر دولت خدمت کرد.
شغل اصلی بوسکالیا تدریس زبان یونانی و لاتین در سطح دبیرستان بود. او یکی از اعضای حزب دموکرات مسیحی ساماری (SCDP) بود و یکی از اعضای بنیان‌گذار کنفدراسیون عمومی دمکراتیک کارگران سان‌مارینو در سال ۱۹۵۷ به‌شمار می‌رفت. او رهبر گروه پارلمانی و دبیر سیاسی حزب SCDP نیز بود. هنگامی که در سال ۱۹۷۳ زنان در سان‌مارینو حق نامزدی در انتخابات را به دست آوردند، او یکی از چهار زنی بود که در سال ۱۹۷۴ به همراه آنا ماریا کاسالی، مارینا بوسینانی رفی و فاوستا مورگانتی یکی از اولین زنانی بود که به عضویت شورای بزرگ و عمومی انتخاب شدند، هرچند رفی در نهایت از پذیرش کرسی خود صرف‌نظر کرد. از سال ۱۹۷۴ تا ۱۹۷۶ بوسکالیا وزیر امور عمومی بود. در سال ۱۹۷۶، پس از بازسازی دولت، او وزیر کشور و دادگستری شد. او در سال ۱۹۷۸ به اپوزیسیون پیوست. اما با تشکیل دولت ائتلافی حزبش با حزب کمونیست سامارین در سال ۱۹۸۶، او وزیر دارایی شد. بوسکالیا پس از انتخابات عمومی ۱۹۸۸ نیز این سمت را حفظ کرد. بوسکالیا تا زمان مرگش در سال ۱۹۹۰ عضو شورا و وزیر دولت باقی ماند. در سال ۲۰۱۰، بیستمین سالگرد درگذشت او با برنامه یادبودی برای بررسی میراث او گرامی داشته شد.